# A Troublesome Parcel
A Troublesome Parcel è un cortometraggio muto del 1910 diretto da Gilbert P. Hamilton e da Sam Morris.

## Produzione
Il film fu prodotto dall'American Film Manufacturing Company.

## Distribuzione
Distribuito dalla Motion Picture Distributors and Sales Company, il film - un cortometraggio della lunghezza di 150 metri - uscì nelle sale cinematografiche USA il 22 dicembre 1910. Nelle proiezioni, veniva programmato con il sistema dello split reel, accorpato in un'unica bobina con un altro cortometraggio prodotto dall'American Film Manufacturing Company, la commedia Her Husband's Deception.